# صاف‌سر نیش‌دندان
صاف‌سر نیش‌دندان (نام علمی: Bathyprion danae) نام یک گونه از تیره ماهیان سربرهنه است.